# 1 Pułk Lotniczy ROA
1 Pułk Lotniczy ROA – jednostka Sił Zbrojnych Komitetu Wyzwolenia Narodów Rosji, sformowana pod dowództwem płk. Leonida I. Bajdaka w I połowie lutego 1945 r. na bazie 1 Wschodniej Eskadry Lotniczej. Cały pułk wyposażony był w nowoczesne samoloty niemieckie.

## Skład jednostki
- 3 Eskadra Rozpoznawczo-Szturmowa (dowódca kpt. Iwanow)
- 5 Eskadra Myśliwska im. płk. Kazakowa (dowódca mjr Siemion T. Byczkow)
- 5 Eskadra Szkolno-Treningowa (dowódca mjr Michaił W. Tarnowski)
- 8 Eskadra Nocnych Bombowców (dowódca kpt. Bronisław R. Antilewski)
- eskadra transportowa
- eskadra łącznikowa
- eskadra uzupełnień